# Doha (manhwaga)
Doha (Kang Do-ha, en coréen : 강도하) est un auteur de manhwas sud-coréen. Il est connu pour ses séries Catsby et Romance killer.